# 石龙镇 (合江县)
石龙镇，原为石龙乡，是中华人民共和国四川省泸州市合江县下辖的一个乡镇级行政单位。2019年12月，撤销南滩镇，将其所属行政区域划归石龙镇管辖。

## 行政区划
石龙镇下辖以下地区：
罗坝滩社区、家合村、松柏村、王家祠村、新朝门村、青禾村、太平村和砖房村。